# トヨペット・マスターライン

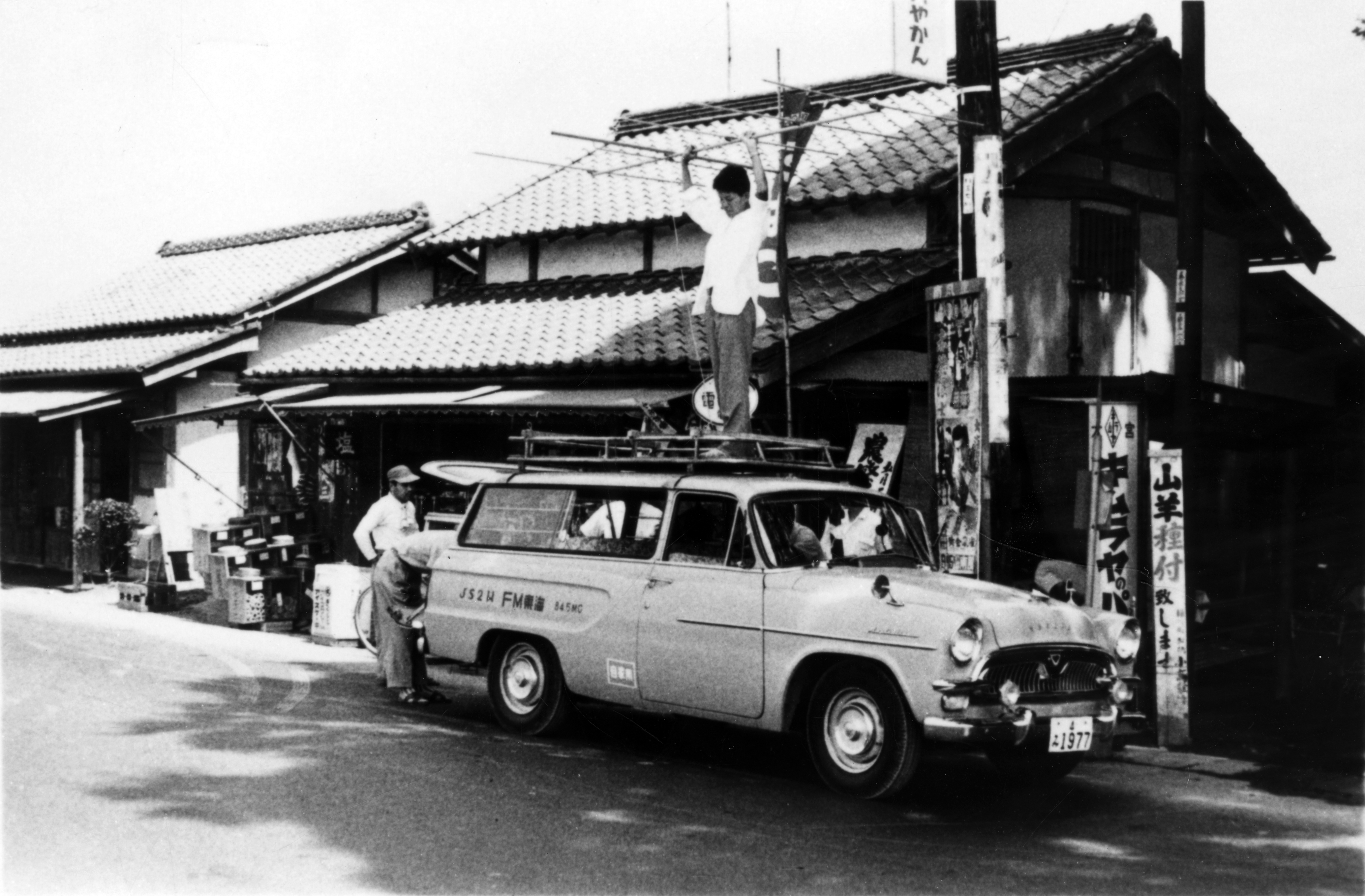
2代目マスターライン ライトバン
（FM東海の社用車）

トヨペット・マスターライン（Toyopet Masterline）は、トヨタ自動車工業（現・トヨタ自動車）がかつて生産していた商用車（貨客兼用車）である。

## 概要

### 初代 RR10系 (1955年 - 1959年)
1955年12月に販売開始。

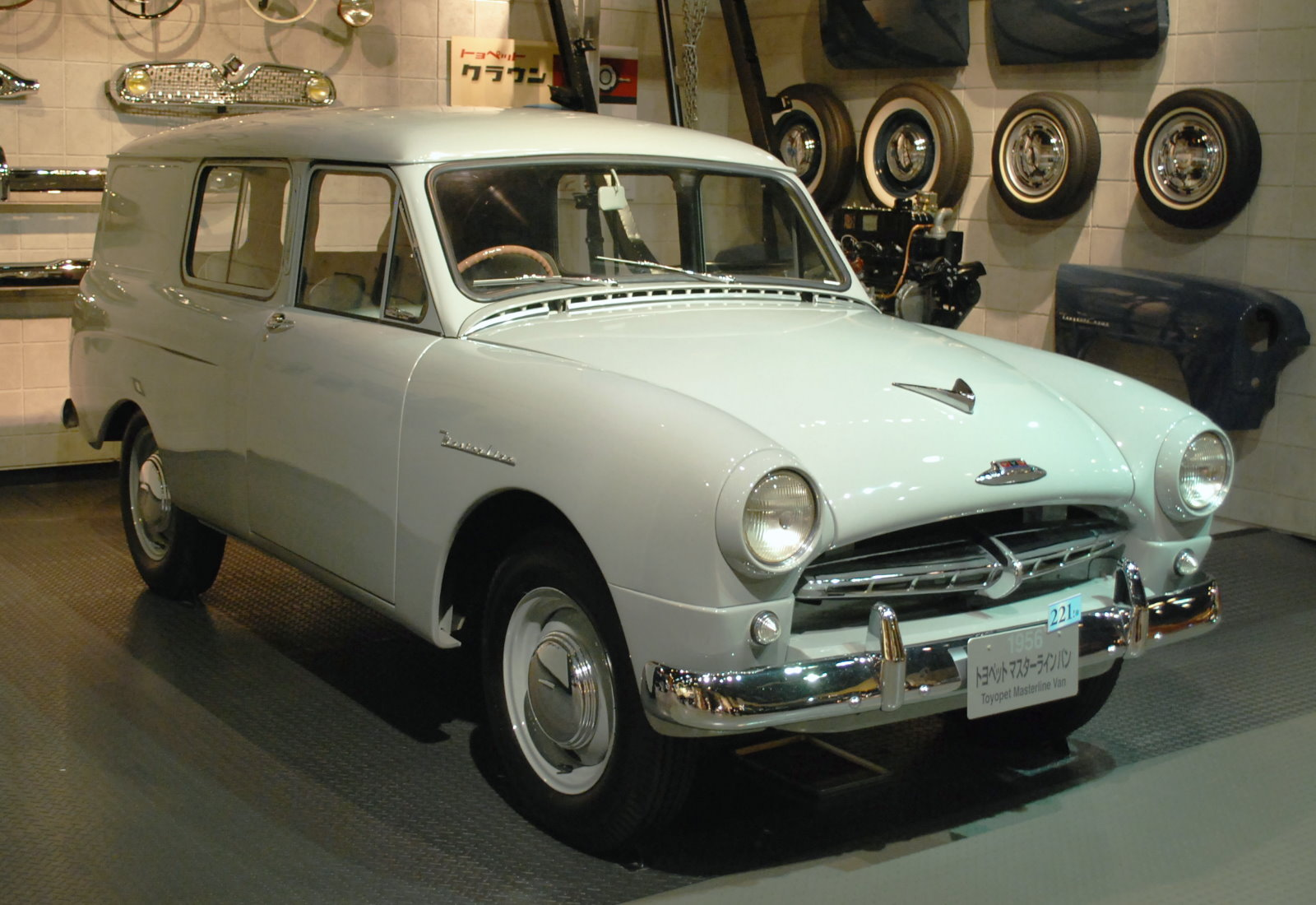
初代マスターライン ライトバン

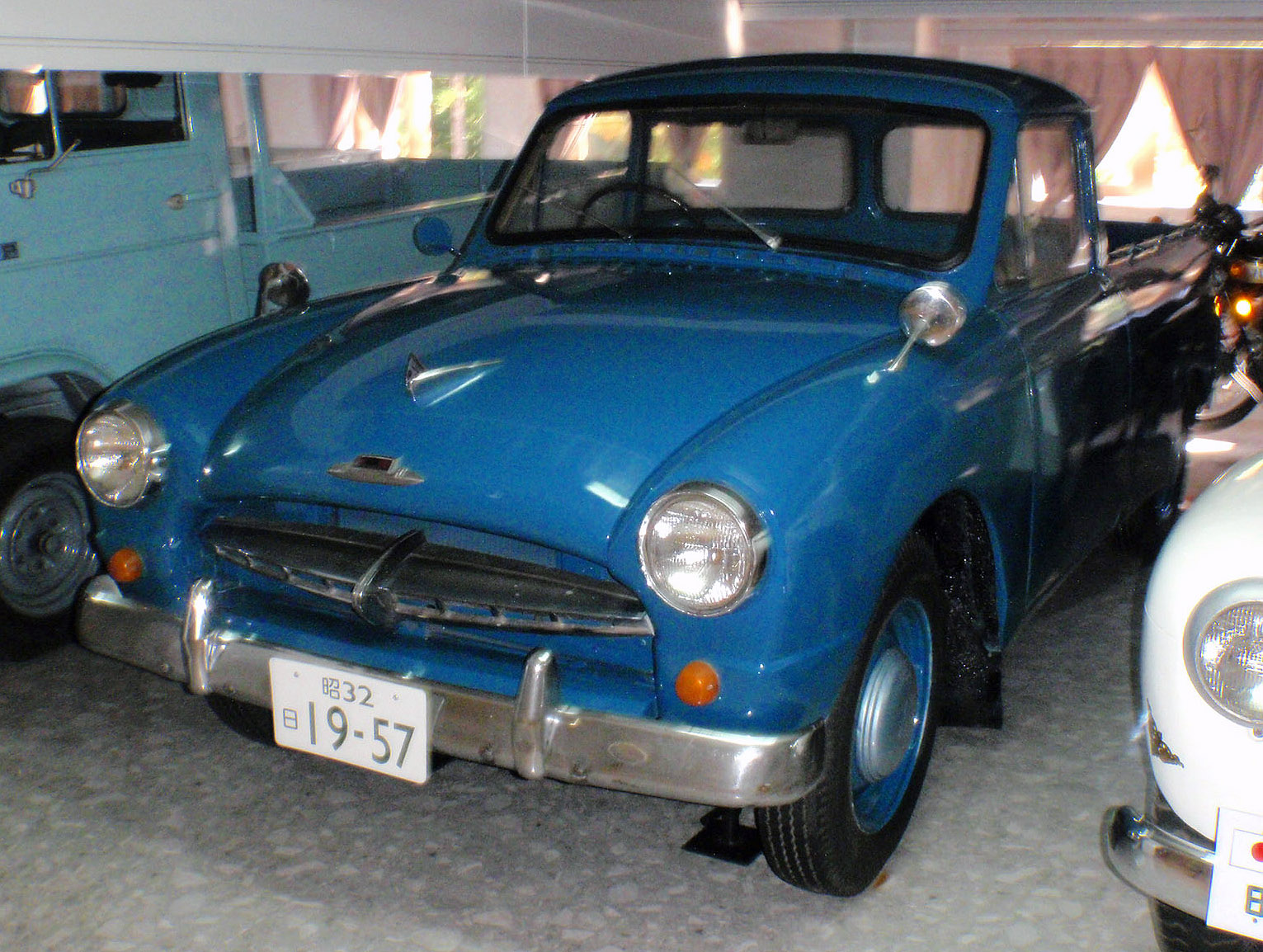
初代マスターライン ピックアップ

マスターラインは、タクシー用、もしくはクラウンRS型の保険として用意されながらも、予想外の短命に終わった4ドアセダン、トヨペット・マスターをライトバンとピックアップトラックに仕立てたものである。ボディー外板やフレームを始め、R型エンジンとコラムシフトの3速MTのパワートレイン、4輪リーフリジッドの足回りなども、耐荷重の差は考慮されているが、基本的にはマスターと共通である。
乗用車ボディーの流用を逆手に取り、低床ピックアップのシングルシート（1列座席＝シングルキャブ）とダブルシート（2列座席＝ダブルキャブ）には、セダンピップアップの様にキャブと荷箱が一体で、リアウインドウもラップアラウンドの曲面ガラスとした乗用車ムードあふれる車種もラインナップしており、この車型とテイストは2代目マスターラインをはじめ、コロナラインやクラウンピックアップにも引き継がれている。
マスターの開発費と金型代を償却する目的で生産がスタートしたマスターラインであったが、同車と同時期に、SG型トラックの後継であるRK20系「トヨペット・ライトトラック」（後のスタウト）のキャブにもマスターの金型が使われており、これらの生産終了後、その生産設備と部品は、さらに初代ST10系コロナにまで流用されている。
郵政省のパネルバンタイプの郵便車にマスターラインのライトバンによく似た車種があるが、これは前述した、キャブまわりの外板が共通のRK20系スタウトのシングルキャブ・標準ホイールベースがベースとなっており、フレーム強度、タイヤサイズ、リーフスプリングのばね定数などが異なる。

### 2代目 RS20/30系 (1959年 - 1962年)
1959年（昭和34年）3月発売。

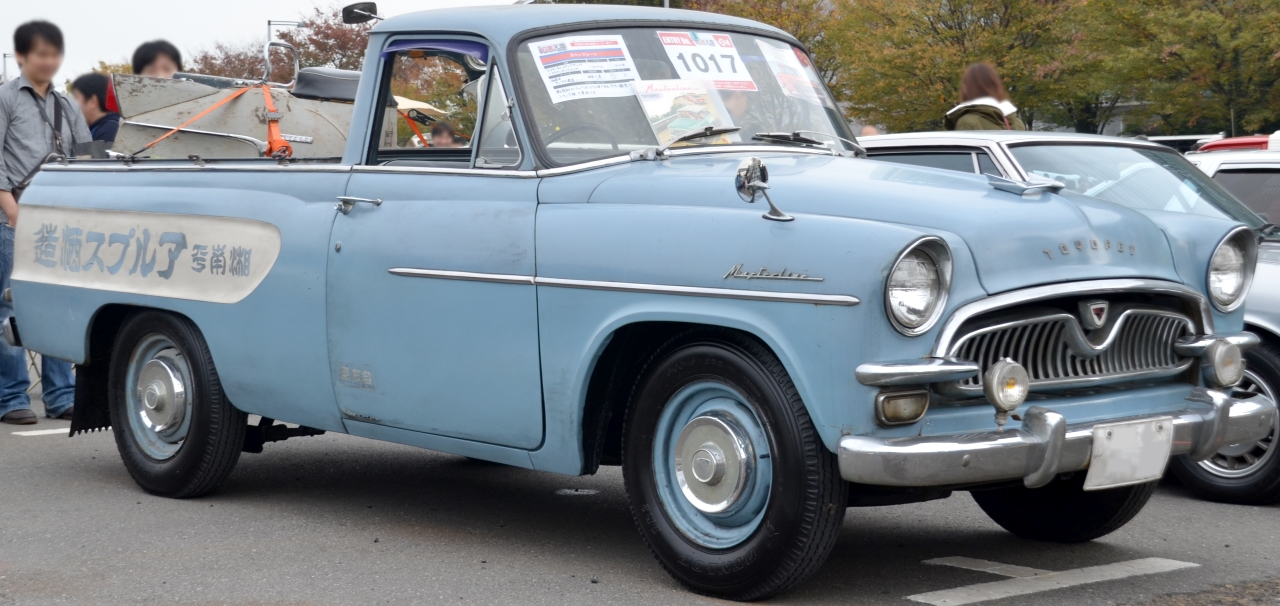
2代目マスターライン ピックアップ（RS26）

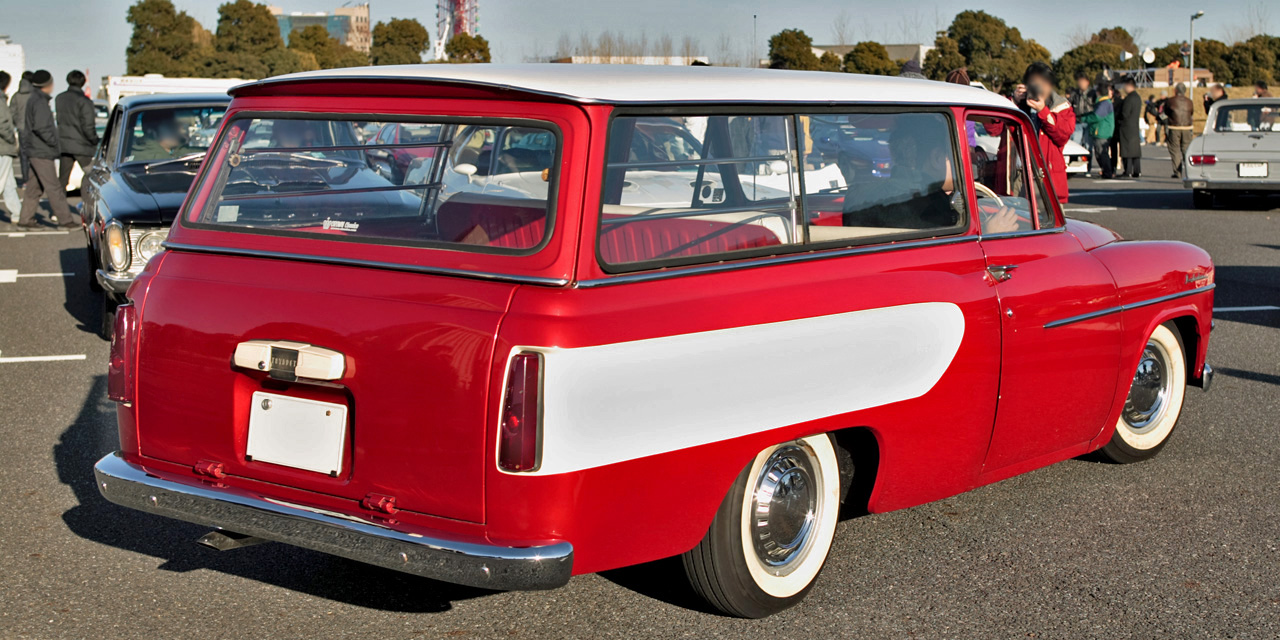
2代目マスターライン ライトバン（RS36V）

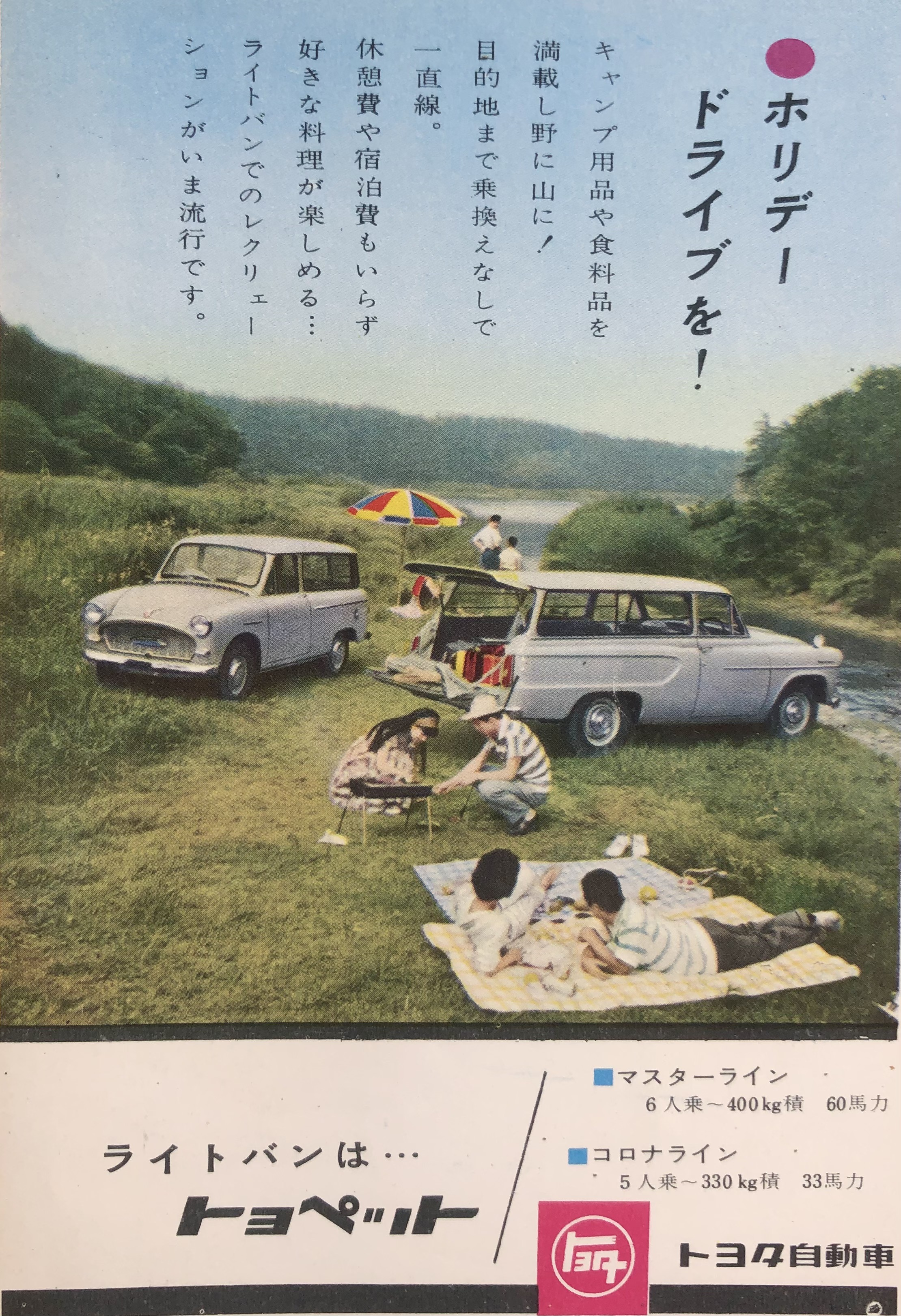
2代目マスターラインの広告（1959年）

乗用車の雰囲気を盛り込むことで一定の評価と需要を獲得した初代マスターラインではあったが、クラウンがS20系へとマイナーチェンジを果たし、アメリカ車志向の一層の豪華さと見栄えの良さを身に付けると、マスターラインの欧州車風の簡素に過ぎるスタイルや、旧弊な足回りが見劣りするようになった。
そこで、初代RS型クラウンのフロントダブルウィッシュボーンサスペンションの成功で自信を着けていたトヨタは、これらの不満を解消すべく、1.5トン積み以上のトラックを除き、小型車のフロントサスペンションから車軸懸架を一掃することとなる。
同時に2代目マスターラインでは、車体の多くやフレームをS20系クラウンと共通化し、居住性と見栄えの向上に注力した。外観は、前半分はほぼクラウンと共通で、後半分はクラウンとの類似性も持たせつつ、直線状のキャラクターラインが特徴の独自デザインとなった。車名はマスターの商用車を表すマスターラインのまま据え置かれた。
1960年（昭和35年）10月、道路運送車両法改定に伴う小型自動車の規格改定（全長×全幅×全高・4,300 mm×1,600 mm×2,000 mm以下→4,700 mm×1,700 mm×2,000 mm以下、ガソリンエンジンの総排気量・1,500 cc以下→2,000cc以下）を受け、クラウンと共にマイナーチェンジを実施。
ピックアップに2ドアダブルキャブ仕様を、バンに4ドア仕様をそれぞれ追加した。型式はピックアップがRS36型、ダブルキャブピックアップがRS36P型、2ドアバンがRS36V型、4ドアバンがRS36V-B型となり、エンジンが全車1.5　LのR型ガソリンエンジンから1.9　Lの3R型ガソリンエンジンに変更されただけでなく、クラウン同様にタイヤとホイールも小径化（15インチ→13インチ）され、更にホイールのP.C.D.までも変更（スタッドナット6穴・139. 7mm→スタッドナット5穴・114.3 mm）された。

### 3代目 #S40系 (1962年 - 1967年)
1962年9月販売開始。

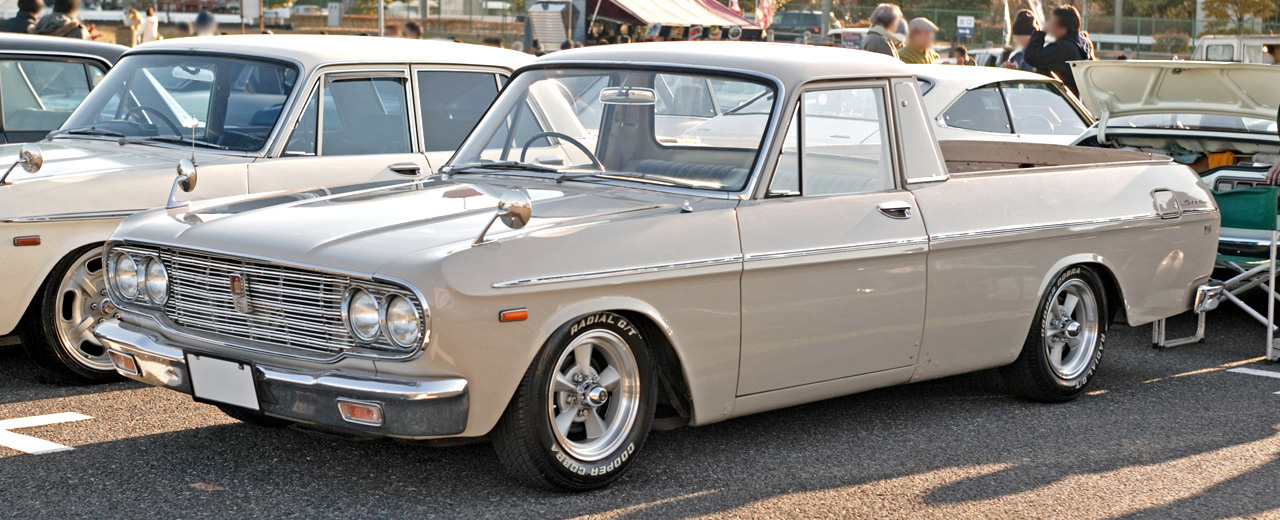
3代目マスターライン後期型
シングルキャブピックアップ
写真はオーストラリア向け
クラウンピックアップ（MS47R）

クラウンのS40系へのモデルチェンジに伴い、マスターラインも3代目となる。先代に引き続き、ライトバン、シングルキャブピックアップ（RS46/MS47型）、ダプルキャブピックアップ（RS46P/MS47P型）のラインナップであったが、ライトバン（RS46V/MS47V型）は先代途中で追加された4ドアのみとなり、2ドアは廃止される。
1965年11月のマイナーチェンジでは、従来のR型系エンジンに加え、直列6気筒のM型エンジンが初設定される。
1967年9月に販売終了。4代目はS50系クラウンの商用モデルとして統合、「マスターライン」の車名は消滅した。またS60系クラウンからは、ピックアップトラックが廃止されている。

## 姉妹車
- トヨペット・マスター(初代RR10系）
- トヨペット・クラウン(2代目RS20系以降）